# Шахтар (Коростишів)
«Шахтар»  — радянський та український футбольний клуб, який представляє місто Коростишів Житомирської області.

## Історія
Футбольна команда «Шахтар» заснована в 1947 році і представляла керівництво шахти в Коростишеві. З 1949 року команда виступала у чемпіонаті та Кубку Житомирської області. У 1958 році клуб дебютував у чемпіонаті УРСР серед аматорських команд. Наступного сезону також грав у цьому турнірі та брав участь у Кубку УРСР серед аматорських команд. У фіналі «Шахтар» переміг «Авангарда» (Жовті Води) — 2:1. Клуб дебютував у розіграшах Кубку СРСР. Потім команда продовжувала грати в чемпіонаті та кубку Житомирської області, але без таких успіхів.

## Досягнення
- Кубок УРСР серед аматорів
  -  Володар (1): 1959

- Чемпіонат Житомирської області
  -  Чемпіон (2): 1959, 1960
  -  Бронзовий призер (1): 1951

- Кубок Житомирської області
  -  Володар (2): 1961, 1965

## Відомі гравці
- / Віктор Банніков
- Михайло Шанько